# Олгин (провинция)
Олгѝн (на испански: Holguín) е провинция в Югоизточна Куба. Граничи с провинциите Гуантанамо на югоизток, Сантяго де Куба на юг, Гранма на югозапад, Лас Тунас на северозапад и с Атлантическия океан на север. Провинцията е втората по население в страната след град Хавана и има около 1 милион жители (2004). Административен център е Олгин, други по-големи градове са Банес, Моа и Маяри.

## Административно деление
Провинцията се поделя на 14 общини.

## Население
Населението на провинцията през 2004 година е 1 029 083 души, от които 242 100 са от бялата раса.